# Estatira (esposa de Darios III)
Estatira (en llatí Statīra, en grec antic Στάτειρα) era l'esposa i germana del rei aquemènida Darios III de Pèrsia. Era considerada la dona més bella del seu temps.
Va acompanyar al seu marit a la campanya contra els macedonis i va estar present a la batalla d'Issos l'any 333 aC. Va ser feta presonera junt amb la seva sogra Sisigambis i amb les seves germanes, just després de la batalla. Alexandre el Gran va tractar totes aquelles dones amb respecte i cortesia. Estatira va morir poc abans de la batalla d'Arbela, el 331 aC. Alexandre la va honorar amb un gran funeral, i a més va enviar un missatger especial a Darios per comunicar el que havia passat.